# Zelotes helsdingeni
Zelotes helsdingeni är en spindelart som beskrevs av Zhang och Song 200. Zelotes helsdingeni ingår i släktet Zelotes och familjen plattbuksspindlar. Inga underarter finns listade i Catalogue of Life.